# Brighton & Hove Albion Football Club
Il Brighton & Hove Albion Football Club, noto semplicemente come Brighton, è una società calcistica inglese con sede nell'omonima città dell'East Sussex, militante dal 2017 in Premier League (prima divisione inglese); disputa le proprie partite casalinghe al Falmer Stadium.
Dopo una vittoria del Charity Shield nel 1910, il club ottenne notevole risalto mediatico tra la fine degli anni settanta e l'inizio degli anni ottanta, quando militò per quattro stagioni consecutive in First Division e raggiunse la finale di FA Cup, poi persa per 0-4 contro il Manchester Utd.

## Storia
Fondato il 21 agosto 1900, il Brighton mosse i suoi primi passi nel calcio professionistico nella Southern Football League, dove giocò ininterrottamente sino al passaggio alla Football League nel 1920; vinse una Charity Shield nel 1910, sconfiggendo l'Aston Villa per 1-0. Con lo scoppio della Prima guerra mondiale, molti calciatori si arruolarono nell'esercito britannico per prestare servizio sul fronte occidentale, dato che l'attività della squadra venne sospesa per quattro anni.
Ammesso alla English Football League nel 1920, il club militò per un trentennio nella Third Division South, il girone meridionale della terza divisione del calcio inglese, ottenendo l'accesso in Second Division per la prima volta nel 1958 grazie ad una vittoria per 5-0 contro il Watford. La permanenza in seconda divisione durò però solamente tre anni, e nel 1963 la squadra non riuscì ad evitare la discesa in Fourth Division per la prima volta. L'acquisto dell'ex nazionale inglese Bobby Smith contribuì a risollevare le sorti del club che in pochi anni riguadagnò la seconda categoria e nel 1978, guidato in panchina da Alan Mullery, ottenne la prima storica promozione nella massima serie.
Il Brighton riuscì a mantenere la categoria per quattro anni consecutivi fra il 1979 ed il 1983, ottenendo come miglior piazzamento il 13º posto della stagione 1981-1982. Un piazzamento di particolare rilievo fu raggiunto nel 1983, anno in cui il team raggiunse per la prima volta la finale di FA Cup, persa contro il Manchester Utd dopo il replay; lo stesso anno la squadra retrocesse. Nel 1987 i Seagulls caddero nuovamente in Third Division, ma la permanenza in terza serie durò solamente una stagione.
Quattro anni dopo, nel 1991, il Brighton fu sconfitto dal Notts County nello spareggio per la promozione all'ultima stagione della vecchia First Division, prima dell'avvento della Premier League. Nel corso del decennio successivo i problemi finanziari costrinsero i Seagulls a giocare tra Second e Third Division. La cattiva gestione del club portò il Brighton ad essere vicino alla retrocessione dalla Football League alla Conference, ovvero la retrocessione dal calcio professionistico a quello dilettantistico, evitata a fatica nel 1997 e nel 1998. Il club fu costretto a scendere in quarta divisione per la prima volta dopo un quarantennio e a vendere il proprio stadio, il Goldstone Ground, sede delle partite casalinghe della squadra dal 1902.
Il cambio della guida societaria, passata all'imprenditore Dick Knight, salvò il Brighton dal fallimento. La raggiunta stabilità economica permise alla squadra di tornare dopo diversi anni nel secondo livello del calcio inglese nel 2002, grazie a tre promozioni di fila.
Dopo una nuova retrocessione in League One nel 2006, la stagione 2010-2011 vide il Brighton terminare al primo posto in classifica e tornare nuovamente in Championship a sei anni di distanza dall'ultima apparizione.
Dopo tre semifinali dei play-off perse in quattro anni fra il 2013 ed il 2016 (la prima delle quali contro i rivali del Crystal Palace), il 17 aprile 2017, in seguito alla vittoria per 2-1 contro il Wigan, ha ottenuto la certezza aritmetica della promozione in Premier League con tre giornate d'anticipo sulla fine del campionato, che ha concluso al secondo posto. La stagione nella massima serie, la prima dopo 34 anni, viene conclusa con il 15º posto in classifica con 39 punti, sette punti in più rispetto alla prima delle retrocesse. Anche nelle due stagioni successive i Seagulls riescono a mantenere la categoria, ottenendo due salvezze nel complesso tranquille. Nel 2021-2022, poi, è arrivato un nono posto, miglior piazzamento di sempre in Premier League. L'anno successivo, grazie al lavoro dell'allenatore italiano Roberto De Zerbi, il Brighton riesce ad arrivare sesto in campionato e quindi a qualificarsi all'edizione 2023-2024 dell'Europa League. L'esperienza europea si conclude agli ottavi di finale contro la Roma con un totale di 4-1.

## Colori
La storica divisa del team è a strisce verticali bianco-blu, adottata fin dal 1905. Dal 1965 al 1970 si optò per una maglia completamente blu, che venne in seguito ripresa nel periodo d'oro del club, negli anni ottanta e, più recentemente, nel 2020..

## Stemma
Il primo stemma del club, datato 1945, era formato dagli emblemi cittadini di Brighton e di Hove, le due località rappresentate dalla squadra, affiancati. A partire dal 1975 venne introdotto un nuovo simbolo, raffigurante un delfino, soprannome che era stato adottato dal team. Il nuovo simbolo fu tuttavia sostituito solo due anni dopo, quando a seguito di un coro di scherno verso i tifosi del Crystal Palace i giocatori della squadra iniziarono ad essere chiamati seagulls (gabbiani). A partire da quella data, l'animale figura nello stemma della società, introdotto in una versione leggermente semplificata nel 2010.
Per il centenario del club, celebrato nel 2001-2002 è stata adottata una maglia speciale con lo stemma originario.

## Stadio

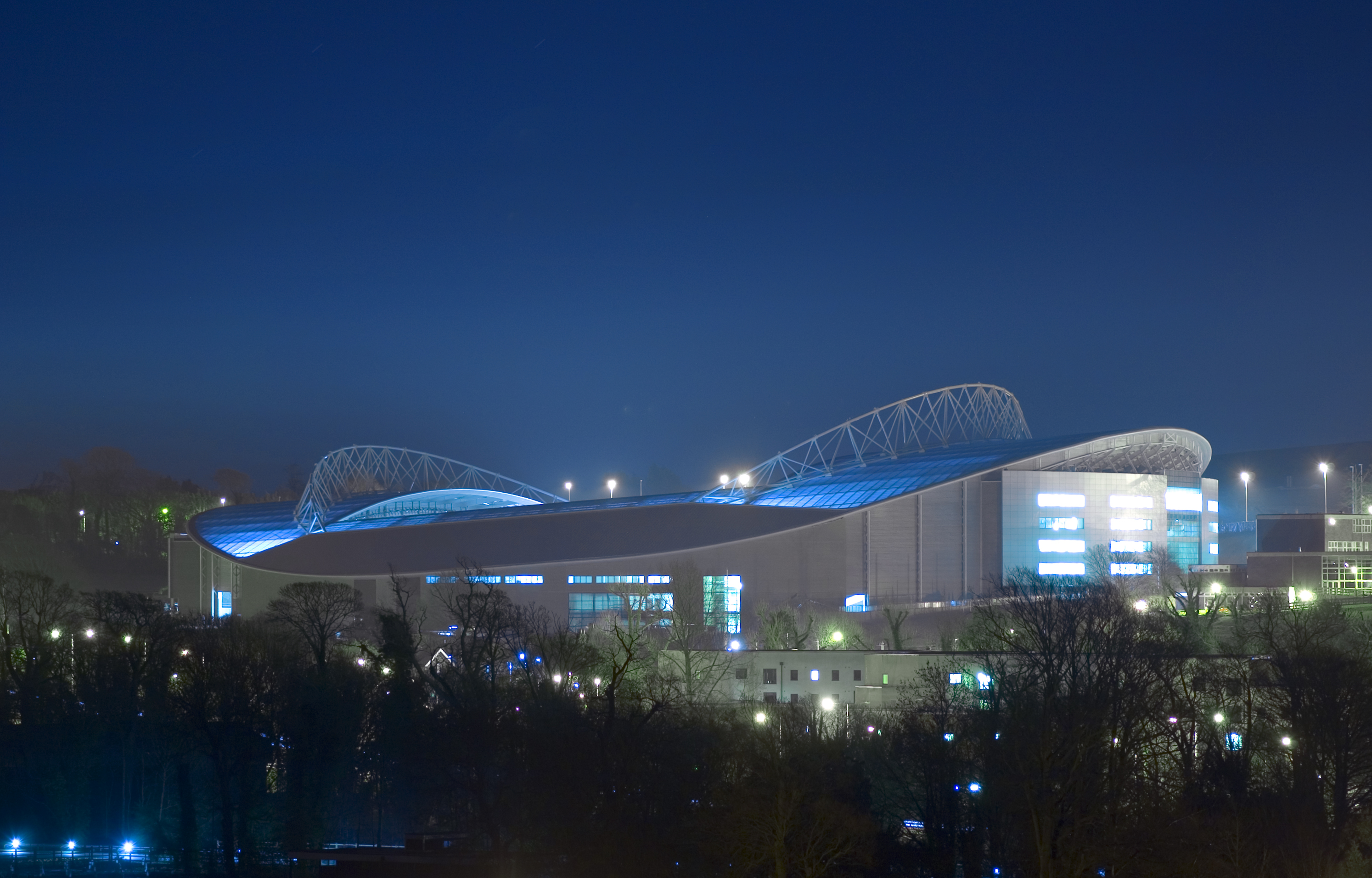
Falmer Stadium

Dal 1900 al 1997 il Brighton ha giocato nello storico Goldstone Ground, prima che il club fosse costretto a vendere l'impianto a causa dei problemi economici che attanagliavano la società. La squadra si è così trasferita per un biennio nel Priestfield Stadium di Gillingham, prima che la mobilitazione dei tifosi riportasse la sede del club in città, dove dal 1999 venne utilizzato il vecchio Withdean Stadium, in attesa che un nuovo impianto fosse terminato. L'attuale stadio è dal 2011 il Falmer Stadium noto anche come AMEX Community Stadium dal nome dello sponsor American Express.

## Società
Di seguito le cronologie degli sponsor tecnici.
| Sponsor tecnici - Adidas (1983 – 1987) - Spall (1987 – 1989) - Sports Express (1989 – 1991) - Ribero (1991 – 1994) - Admiral Sportswear (1994 – 1997) - Superleague (1997 – 1999) - Erreà (1999 – 2014) - Nike (dal 2014) |

## Diffusione nella cultura di massa
Il Brighton viene citato nel film Il maledetto United (2009), che narra la storia di Brian Clough, allenatore del club per un breve periodo fra il 1973 e il 1974.

## Allenatori
- John Jackson 1901–1905
- Frank Scott-Walford 1905–1908
- Jack Robson 1908–1914
- Charlie Webb 1919–1947
- Tommy Cook 1947
- Don Welsh 1947–1951
- Billy Lane 1951–1961
- George Curtis 1961–1963
- Archie Macaulay 1963–1968
- Freddie Goodwin 1968–1970
- Pat Saward 1970–1973
- Brian Clough 1973–1974
- Peter T. Taylor 1974–1976
- Alan Mullery 1976–1981
- Mike Bailey 1981–1982
- Jimmy Melia 1982–1983
- Chris Cattlin 1983–1986
- Alan Mullery 1986–1987
- Barry Lloyd 1987–1993
- Liam Brady 1993–1995
- Jimmy Case 1995–1996
- Steve Gritt 1996–1998
- Brian Horton 1998–1999
- Jeff Wood 1999
- Micky Adams 1999–2001
- Peter J. Taylor 2001–2002
- Martin Hinshelwood 2002
- Steve Coppell 2002–2003
- Mark McGhee 2003–2006
- Dean Wilkins 2006–2008
- Micky Adams 2008–2009
- Russell Slade 2009
- Gustavo Poyet 2009–2013
- Óscar García 2013–2014
- Sami Hyypiä 2014
- Chris Hughton 2014–2019
- Graham Potter 2019-2022
- Roberto De Zerbi 2022-2024
- Fabian Hürzeler 2024-

## Calciatori
Campioni del mondo:
- Alexis Mac Allister (2022)

## Palmarès

### Competizioni nazionali
- Community Shield: 1

1910
- Third Division South: 1

1957-1958
- Football League One: 2

2001-2002, 2010–2011

Le formazioni di Brighton-Manchester Utd nel replay della finale di FA Cup.

- Campionato inglese di quarta divisione: 2

1964-1965, 2000–2001
- Southern Football League: 1

1909–1910

## Statistiche

### Statistiche di squadra
Alla stagione 2024-2025 il Brighton ha totalizzato le seguenti partecipazioni ai campionati nazionali inglesi:
| Livello | Categoria       | Partecipazioni | Debutto   | Ultima stagione | Totale |
| ------- | --------------- | -------------- | --------- | --------------- | ------ |
| 1º      | First Division  | 4              | 1979-1980 | 1982-1983       | 12     |
| 1º      | Premier League  | 8              | 2017-2018 | 2024-2025       | 12     |
| 2º      | Second Division | 15             | 1958-1959 | 1991-1992       | 24     |
| 2º      | First Division  | 1              | 2002-2003 | 2002-2003       | 24     |
| 2º      | Championship    | 8              | 2004-2005 | 2016-2017       | 24     |
| 3º      | Third Division  | 44             | 1920-1921 | 1987-1988       | 55     |
| 3º      | Second Division | 6              | 1992-1993 | 2003-2004       | 55     |
| 3º      | League One      | 5              | 2006-2007 | 2010-2011       | 55     |
| 4º      | Fourth Division | 2              | 1963-1964 | 1964-1965       | 7      |
| 4º      | Third Division  | 5              | 1996-1997 | 2000-2001       | 7      |

### Tornei internazionali
Alla stagione 2024-25 il club ha ottenuto le seguenti partecipazioni ai tornei internazionali:
| Categoria                     | Partecipazioni | Debutto   | Ultima stagione |
| ----------------------------- | -------------- | --------- | --------------- |
| Coppa UEFA/UEFA Europa League | 1              | 2023-2024 | 2023-2024       |

### Statistiche individuali
Dati aggiornati al 16 giugno 2022.
| Record di presenze - 566 Ernie Wilson (1922-1936) - 374 Lewis Dunk (2010-) - 330 Adam El-Abd (2003-2014) - 286 Glenn Murray (2008-2011, 2016-2020) - 254 Gary Hart (1998-2011) - 237 Solly March (2013-) - 235 Bruno Saltor (2012-2019) - 233 Gordon Greer (2010-2016) - 232 Iñigo Calderón (2010-2016) - 225 Michel Kuipers (2000-2010) | Record di reti - 114 Tommy Cook (1921-1930) - 111 Glenn Murray (2008-2011, 2016-2020) - 99 Kit Napier (1966-1972) - 95 Peter Ward (1975-1980; 1982-1983) - 94 Bert Stephens (1935-1948) - 90 Albert Mundy (1953-1958) 90 Bobby Zamora (2000-2003, 2015-2016) - 53 Ashley Barnes (2010-2014) - 51 Nicky Forster (2007-2010) - 34 Leon Knight (2003-2006) |

## Tifoseria
La rivalità più sentita da parte dei tifosi seagulls è quella nei confronti del Crystal Palace, sebbene le sedi delle due squadre distino 75 chilometri. L'inimicizia è nata nel 1976 anno in cui le due compagini si incontrarono ben cinque volte nel corso della stagione (fra cui una in FA Cup) e combatterono per la promozione, oltre ad essere guidate da due allenatori Alan Mullery e Terry Venables, notoriamente in contrasto fra loro. Lo scontro fra le due squadre è stato denominato Derby della M23, dal nome dell'autostrada che collega Londra e Brighton.
Meno sentite sono le rivalità su base locale con Southampton e Portsmouth, altri club del sud dell'Inghilterra.

## Organico

### Rosa 2025-2026
Rosa, numerazione e ruoli, tratti dal sito ufficiale, sono aggiornati al 1° agosto 2025.
| N. |                        | Ruolo | Calciatore            |
| -- | ---------------------- | ----- | --------------------- |
| 1  | Paesi Bassi (bandiera) | P     | Bart Verbruggen       |
| 2  | Ghana (bandiera)       | D     | Tariq Lamptey         |
| 3  | Brasile (bandiera)     | D     | Igor Julio            |
| 4  | Inghilterra (bandiera) | D     | Adam Webster          |
| 5  | Inghilterra (bandiera) | D     | Lewis Dunk (capitano) |
| 6  | Paesi Bassi (bandiera) | D     | Jan Paul van Hecke    |
| 7  | Inghilterra (bandiera) | C     | Solly March           |
| 8  | Germania (bandiera)    | C     | Brajan Gruda          |
| 9  | Grecia (bandiera)      | A     | Stefanos Tzimas       |
| 10 | Francia (bandiera)     | A     | Georginio Rutter      |
| 11 | Gambia (bandiera)      | A     | Yankuba Minteh        |
| 13 | Inghilterra (bandiera) | C     | Jack Hinshelwood      |
| 14 | Inghilterra (bandiera) | A     | Tom Watson            |
| 17 | Camerun (bandiera)     | C     | Carlos Baleba         |
| 18 | Inghilterra (bandiera) | A     | Danny Welbeck         |
| 19 | Grecia (bandiera)      | A     | Charalampos Kōstoulas |
| 20 | Inghilterra (bandiera) | C     | James Milner          |
| 21 | Francia (bandiera)     | D     | Olivier Boscagli      |

| N. |                           | Ruolo | Calciatore         |
| -- | ------------------------- | ----- | ------------------ |
| 22 | Giappone (bandiera)       | C     | Kaoru Mitoma       |
| 23 | Inghilterra (bandiera)    | P     | Jason Steele       |
| 24 | Turchia (bandiera)        | C     | Ferdi Kadıoğlu     |
| 25 | Paraguay (bandiera)       | C     | Diego Gómez        |
| 26 | Svezia (bandiera)         | C     | Yasin Ayari        |
| 27 | Paesi Bassi (bandiera)    | C     | Mats Wieffer       |
| 29 | Belgio (bandiera)         | D     | Maxim De Cuyper    |
| 31 | Paraguay (bandiera)       | A     | Julio Enciso       |
| 32 | Ecuador (bandiera)        | A     | Jeremy Sarmiento   |
| 33 | Danimarca (bandiera)      | C     | Matt O'Riley       |
| 34 | Paesi Bassi (bandiera)    | D     | Joël Veltman       |
| 35 | Irlanda (bandiera)        | C     | Andrew Moran       |
| 36 | Costa d'Avorio (bandiera) | C     | Malick Yalcouyé    |
| 37 | Senegal (bandiera)        | A     | Abdallah Sima      |
| 38 | Canada (bandiera)         | P     | Tom McGill         |
| 40 | Argentina (bandiera)      | C     | Facundo Buonanotte |
| 42 | Italia (bandiera)         | D     | Diego Coppola      |
|    | Senegal (bandiera)        | C     | Abdallah Sima      |